# Karma (serie televisiva)
Karma (악연?, Ag-yeonLR; lett. "Relazione sfortunata") è una serie televisiva sudcoreana distribuita da Netflix il 4 aprile 2025 e basata sull'omonimo webtoon di Choi Hee-seon.

## Trama
Le vite di quattro persone – un uomo che stipula un accordo irreversibile dopo aver assistito a un misterioso incidente; una dottoressa traumatizzata da un incidente avuto da bambina; un uomo indebitato a causa di un investimento in criptovalute e un uomo che perde il lavoro ingiustamente e riceve una richiesta di una grossa somma di denaro – si intrecciano in una relazione apparentemente sfortunata.

## Personaggi e interpreti
- Kim Beom-jun, interpretato da Park Hae-soo
- Lee Ju-yeon, interpretata da Shin Min-a
- Park Jae-yeong, interpretato da Lee Hee-joon
- Jang Gil-ryong, interpretato da Kim Sung-kyun
- Han Sang-hun, interpretato da Lee Kwang-soo
- Lee Yu-jeong, interpretata da Gong Seung-yeon